# Утаярви
Утаярви (фин. Utajärvi) — община в провинции Северная Остроботния, Финляндия. Общая площадь территории — 1736,70 км², из которых 65,55 км² — вода.

## Демография
На 31 января 2011 года в общине Утаярви проживал 3001 человек: 1559 мужчин и 1442 женщины.
Финский язык является родным для 99,3% жителей, шведский — для 0%. Прочие языки являются родными для 0,7% жителей общины.
Возрастной состав населения:
- до 14 лет — 17,09%
- от 15 до 64 лет — 60,71%
- от 65 лет — 22,09%

Изменение численности населения по годам:
| Год  | Численность |
| ---- | ----------- |
| 1980 | 3786        |
| 1990 | 3601        |
| 2000 | 3334        |
| 2010 | 2998        |
| 2011 | 3001        |